# Douglassia
Douglassia is een geslacht van weekdieren uit de klasse van de Gastropoda (slakken).

## Soorten
- Douglassia antillensis Fallon, 2016
- Douglassia bealiana Schwengel & McGinty, 1942
- Douglassia curasub Fallon, 2016
- Douglassia enae Bartsch, 1934
- Douglassia minervaensis Fallon, 2016
- Douglassia moratensis Fallon, 2016